# Campeonato FIBA Américas de 1997
El Campeonato FIBA Américas de 1997 fue la 8.ª edición del campeonato de baloncesto del continente americano y se celebró en Montevideo (Uruguay) entre el 21 y el 31 de agosto de 1997. Este torneo fue clasificatorio para el Campeonato Mundial de Baloncesto de Grecia 1998, para el cual otorgó 4 plazas. Estados Unidos derrotó a Puerto Rico en la final y fue el ganador del torneo, siendo el tercer título de campeón continental para esta selección.

## Equipos participantes
Compitieron 10 selecciones nacionales, divididas en los siguientes grupos:
| Grupo A   | Grupo B              |
| --------- | -------------------- |
| Argentina | Canadá               |
| Brasil    | República Dominicana |
| Cuba      | Puerto Rico          |
| México    | Estados Unidos       |
| Uruguay   | Venezuela            |

## Primera fase

### Grupo A
| # | Equipo    | Pts. | P | G | P | PF  | PC  | Dif. |
| - | --------- | ---- | - | - | - | --- | --- | ---- |
| 1 | Argentina | 8    | 4 | 3 | 1 | 317 | 284 | +33  |
| 2 | Brasil    | 7    | 4 | 3 | 1 | 328 | 297 | +31  |
| 3 | Cuba      | 6    | 4 | 2 | 2 | 307 | 290 | +17  |
| 4 | Uruguay   | 6    | 4 | 2 | 2 | 297 | 308 | -11  |
| 5 | México    | 4    | 4 | 0 | 4 | 282 | 352 | -70  |

### Grupo B
| # | Equipo               | Pts. | P | G | P | PF  | PC  | Dif. |
| - | -------------------- | ---- | - | - | - | --- | --- | ---- |
| 1 | Canadá               | 7    | 4 | 3 | 1 | 403 | 362 | +41  |
| 2 | Estados Unidos       | 7    | 4 | 3 | 1 | 368 | 334 | +31  |
| 3 | Venezuela            | 7    | 4 | 3 | 1 | 365 | 357 | +8   |
| 4 | Puerto Rico          | 5    | 4 | 1 | 3 | 330 | 353 | -23  |
| 5 | República Dominicana | 4    | 4 | 0 | 4 | 320 | 380 | -60  |

## Semifinal
Los mejores cuatro en cada grupo pasan a la segunda fase donde, todos en un grupo, se cruzan contra los equipos que formaron parte del otro grupo en la ronda preliminar. Los 2 mejores clasificados en este grupo se clasifican a la final para definir al campeón, el tercer y cuarto juegan el partido por el bronce.
| Equipos        | Pts | J | G | P | PF  | PC  | Dif |
| -------------- | --- | - | - | - | --- | --- | --- |
| Estados Unidos | 15  | 8 | 7 | 1 | 750 | 673 | +77 |
| Puerto Rico    | 13  | 8 | 5 | 3 | 722 | 679 | +43 |
| Brasil         | 13  | 8 | 5 | 3 | 680 | 637 | +43 |
| Argentina      | 12  | 8 | 4 | 4 | 650 | 626 | +24 |
| Cuba           | 10  | 8 | 4 | 4 | 666 | 681 | -15 |
| Canadá         | 9   | 8 | 4 | 4 | 699 | 687 | +12 |
| Venezuela      | 8   | 8 | 4 | 4 | 708 | 716 | -8  |
| Uruguay        | 7   | 8 | 3 | 5 | 602 | 648 | -46 |

## Fase final

### Quinto y sexto puesto
31 de agosto de 1997
| Canada | 92–83 | Cuba |

### Juego por el bronce
31 de agosto de 1997
| Brasil | 76–75 | Argentina |

### Final
31 de agosto de 1997
| Estados Unidos | 95–86 | Puerto Rico |

Estados Unidos

Campeón

Tercer título

## Clasificación final
| Pos.              | Equipo               | Récord |
| ----------------- | -------------------- | ------ |
| Medalla de oro    | Estados Unidos       | 8-1    |
| Medalla de plata  | Puerto Rico          | 5-4    |
| Medalla de bronce | Brasil               | 6-3    |
| 4                 | Argentina            | 4-5    |
| 5                 | Canadá               | 5-4    |
| 6                 | Cuba                 | 4-5    |
| 7                 | Venezuela            | 4-4    |
| 8                 | Uruguay              | 3-5    |
| 9                 | República Dominicana | 0-4    |
| 10                | México               | 0-4    |

|  | Clasificados para los Campeonato Mundial de Baloncesto de Grecia 1998 |